# Amando Aust
Amando Joseph Aust (bekannt als Amando; * 23. April 1990 in Berlin) ist ein ehemaliger deutsch-gambischer Fußballspieler, der als Innenverteidiger zuletzt für den TuS Dassendorf und die Gambische Fußballnationalmannschaft spielte.

## Karriere
Aust wurde in Deutschland geboren und ist gambischer Abstammung. Im März 2017 wurde er für zwei internationale Freundschaftsspiele gegen die U20-Nationalmannschaft Marokkos und die Zentralafrikanische Republik in die gambische Fußballnationalmannschaft berufen. Sein Länderspieldebüt gab er am 27. März 2017 beim 2:1-Testspielsieg gegen die Zentralafrikanische Republik.